# Pilha de lama
Em publicações, a pilha de lama é o conjunto de cartas ou manuscritos não-solicitados enviados diretamente para o publicador ou agente literário por autores, ou para o publicador por um agente não conhecido pelo publicador.
Garimpar a pilha de lama é um trabalho dado a assistentes-de-editor, ou para contratadores externos (chamados "leitores do publicador" ou "primeiros leitores"). Se assistentes encontrarem algo interessante ali, e puderem persuadir um editor mais sênior a considerar publicar, podem ganhar algum crédito para eles, especialmente se o texto for de fato publicado, e vender respeitavelmente.